# Фіскальний консерватизм
Фіскальний консерватизм або економічний консерватизм — політичний термін, що означає такий підхід до фіскальної політики, коли уникають дефіциту бюджету. Прихильники фіскального консерватизму вважають зниження податків, зменшення урядових витрат та національного боргу, забезпечення збалансованого бюджету, вільний ринок та дерегуляцію економіки цілями першочергової важливості. Фіскальний консерватизм дотримується того ж філософського світогляду, що і класичний лібералізм. Ця концепція походить від економічного лібералізму.
Термін бере свій початок в епоху «Нового курсу» 1930-х років, як результат політики, ініційованої сучасними лібералами, коли багато класичних лібералів почали називати себе консерваторами, оскільки не бажали ототожнювати себе з тим, що в Сполучених Штатах було прийнято вважати лібералізмом. У Сполучених Штатах термін «лібералізм» став асоціюватися з державою загального добробуту та широкою регуляторною політикою, створеною в результаті Нового курсу та його відгалужень, починаючи з 1930-х років.
Фіскальні консерватори сформували одну з трьох гілок традиційного американського консервативного руху, який виник у 1950-х роках разом із соціальним консерватизмом та консерватизмом національної оборони. Багато американців, які є класичними лібералами, також схильні ідентифікувати себе як лібертаріанці, дотримуючись більш культурних ліберальних поглядів і виступаючи за невтручання у зовнішню політику, підтримуючи при цьому нижчі податки і менші державні витрати. Станом на 2020 рік 39 % опитаних американців вважали себе «економічно консервативними».
Через свою близькість до Сполучених Штатів, цей термін увійшов до лексикону Канади. У багатьох інших країнах економічний лібералізм або просто лібералізм використовується для опису того, що американці називають фіскальним консерватизмом.

## Огляд

### Принципи
Фіскальний консерватизм - економічна філософія розсудливості у сфері державних витрат і боргу. Принципи капіталізму, обмеженого державного управління та економічної свободи становлять його ідеологічну основу. Фіскальні консерватори виступають за уникнення дефіцитних витрат, зниження податків, скорочення загальних державних витрат і державного боргу, забезпечуючи при цьому збалансованість бюджету. Іншими словами, фіскальні консерватори виступають проти того, щоб уряд розширював свої можливості за рахунок боргів, але вони зазвичай обирають борги, а не підвищення податків. Вони твердо вірять у лібертаріанські принципи, такі як індивідуалізм та вільний ринок, і виступають за дерегуляцію, приватизацію та вільну торгівлю.
У своїх «Роздумах про революцію у Франції» Едмунд Берк стверджував, що уряд не має права набирати великі борги, а потім перекладати їхній тягар на плечі платників податків, пишучи, що «саме власності громадянина, а не вимогам кредитора держави, присвячена перша і первісна віра громадянського суспільства. Позов громадянина є пріоритетним у часі, першочерговим за правом, вищим за справедливістю. Статки окремих осіб, незалежно від того, чи були вони придбані, чи отримані за походженням, чи внаслідок участі у власності певної спільноти, не були частиною застави кредитора, ні явної, ні прихованої. Суспільство, чи то в особі монарха, чи то в особі сенату, не може заставити нічого, крім суспільного майна; і воно не може мати іншого суспільного майна, окрім того, що походить від справедливого і пропорційного обкладення всіх громадян».

### Течії
Хоча всі фіскальні консерватори загалом погоджуються з тим, що уряд має бути меншим і дешевшим, існують розбіжності щодо пріоритетів. Існує три основні рухи, кожен з яких відстоює певний акцент. Перша течія, «Яструби дефіциту» наполягають на збалансуванні державного бюджету та зменшенні розміру державного боргу, вважаючи державний борг економічно шкідливим і морально сумнівним, оскільки він перекладає зобов'язання на майбутні покоління, які не брали участі у сьогоднішніх рішеннях щодо податків та видатків.  «Яструби дефіциту» готові розглянути можливість підвищення податків, якщо додаткові доходи будуть використані для скорочення боргу, а не для збільшення видатків.
Друга течія зробила основний акцент на зниженні податків, а не на скороченні видатків чи зменшенні боргу. Більшість підтримує економіку пропозиції, наголошуючи, що оскільки високі податки стримують економічну активність та інвестиції, зниження податків призведе до економічного зростання, що, в свою чергу, збільшить державні доходи. На їхню думку, ці додаткові державні доходи зменшать борг у довгостроковій перспективі. Деякі прихильники стверджують, що збільшення доходів за рахунок зниження податків робить непотрібним різке скорочення видатків.  Однак Бюджетне управління Конгресу постійно повідомляє, що скорочення податку на прибуток збільшує дефіцит і борг і не окупає себе. Наприклад, за оцінками Бюджетного управління, зниження податків Бушем призвело до збільшення дефіциту та боргу на 1,5 трильйона доларів у період з 2002 по 2011 рік, а за умови повного поширення його на всі рівні доходів - на майже 3 трильйони доларів протягом десятиліття 2010-2019 років.
Третя група не розділяє борг і податок. Ця група наголошує на скороченні видатків, а не на податковій політиці чи зменшенні боргу.  Вони стверджують, що справжня вартість уряду - це рівень витрат, а не те, як ці витрати фінансуються. Кожен долар, який витрачає уряд, - це долар, взятий у робітників, незалежно від того, чи це борг, чи податки. Податки просто перерозподіляють купівельну спроможність, але роблять це вкрай неефективно, зменшуючи стимули до виробництва чи найму, а запозичення просто змушують бізнес та інвесторів очікувати на вищі податки в майбутньому.

## Історія

### Класичний лібералізм
Класичний лібералізм у Сполучених Штатах формує історичну основу для сучасного фіскального консерватизму. Кетлін Донох'ю стверджує, що класичний лібералізм у Сполучених Штатах 19-го століття відрізнявся від британського:
У центрі класичної ліберальної теорії [в Європі] була ідея laissez-faire. Однак для переважної більшості американських класичних лібералів laissez-faire не означає повної відсутності державного втручання. Навпаки, вони були більш ніж готові до того, що уряд забезпечить тарифи, залізничні субсидії та внутрішні вдосконалення, які принесуть користь виробникам. Вони засуджували втручання в інтереси споживачів.
Економічний лібералізм завдячує своїм ідейним становленням традиції класичного лібералізму в дусі Адама Сміта, Фрідріха Гаєка, Мілтона Фрідмана, Айн Ренд та Людвіга фон Мізеса. Саме вони надавали моральне обґрунтування вільним ринкам. Тогочасні ліберали, на відміну від сучасних, не любили державну владу і віддавали перевагу індивідуалізму. Вони вважали вільний ринковий капіталізм кращим засобом досягнення економічних цілей.